# Cassian Spiß

Cassian Spiß

Cassian Spiß OSB (* 12. Juni 1866 in St. Jakob am Arlberg (Tirol) als Franz Anton Spiß; † 14. August 1905 in Mikukuyumbu bei Liwale im heutigen Tansania) war ein Missionsbenediktiner und römisch-katholischer Bischof.
Er besuchte von 1877 bis 1885 das fürstbischöfliche Knabenseminar Vinzentinum in Brixen, studierte anschließend Theologie im dortigen Priesterseminar und wurde 1889 Priester dieser Diözese, die damals auch noch seine Nordtiroler Heimat umfasste. Zunächst wirkte Spiß als Kaplan in Sellrain, dann in Umhausen und schließlich in Längenfeld. Dann trat er  in das oberbayerische Missionskloster Sankt Ottilien ein, wo er am 15. August 1892 seine Mönchsprofess ablegte. Am 30. Juli 1893 wurde er als Missionar in das damalige Deutsch-Ostafrika (heute Tansania) ausgesandt. Zusammen mit Bruder Laurentius Brenner gründete er die Missionsstation Peramiho im abgelegenen Südwesten des Landes, die sich später zu einem bedeutenden Missionszentrum entwickeln sollte (Ankunft dort am 30. Juli 1898). 1902 avancierte er zum ersten Apostolischen Vikar von Süd-Sansibar (der südliche Teil des tansanischen Festlandes, das den Namen trug, da die Küste dieses Gebietes lange Zeit unter der Herrschaft des Sultans von Sansibar gestanden hatte; 1906 wurde die Bezeichnung in „Dar es-Salaam“ geändert.) und Titularbischof von Ostracine. Er war damit der erste Bischof der Missionsbenediktiner und erhielt am 16. November 1902 im heimatlichen Sankt Ottilien die Bischofsweihe. Als Konsekrator fungierte Bischof Maximilian von Lingg aus Augsburg, unter Assistenz der Bischöfe Anton von Henle und Sigismund von Ow als Mitkonsekratoren.
Pater Cassian gab die ersten Grammatiken des Kihehe (der Sprache von Tosamaganga / Iringa, wo er bis 1898 wirkte), des Alt-Kingoni (der Sprache der aus Südafrika eingewanderten Wangoni-Herrenschicht in Peramiho) und des Neu-Kingoni (der Volkssprache von Peramiho) heraus.
Auf einem Fußmarsch mit dem Ziel Peramiho geriet er in die Wirren des Maji-Maji-Krieges und wurde (gemeinsam mit den Missionsbenediktinern Andreas Scholzen und Gabriel Sonntag sowie den Missionsbenediktinerinnen Cordula Ebert und Felicitas Hiltner) am 14. August 1905 in Mikukuyumbu bei Liwale getötet.

## Würdigung

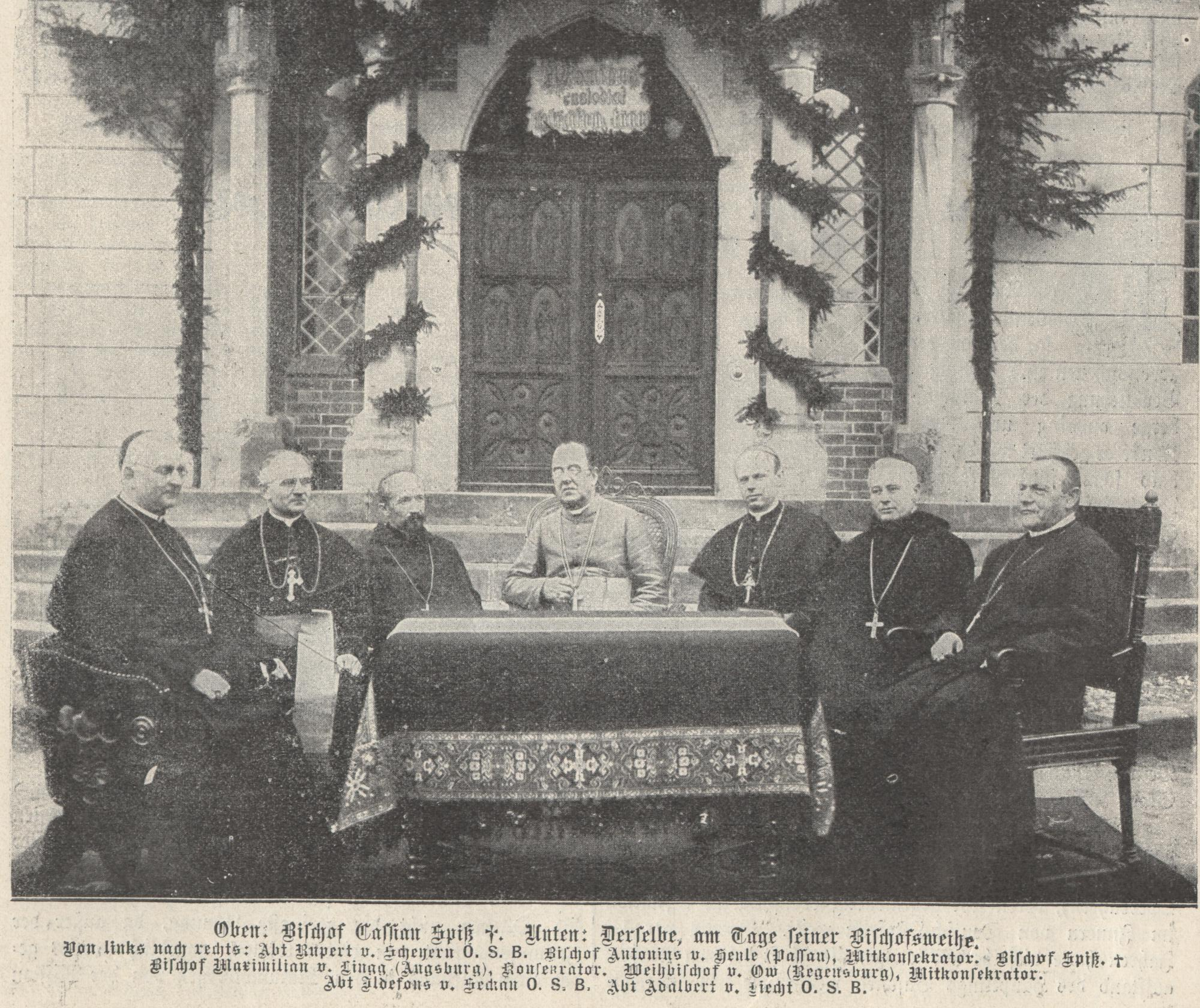
Cassian Spiß (3. von links) am Tag seiner Bischofsweihe, mit den Konsekratoren.

- Die katholische Kirche hat Bischof Cassian (Franz Anton) Spiß als Glaubenszeugen in das deutsche Martyrologium des 20. Jahrhunderts aufgenommen.

## Weblinks

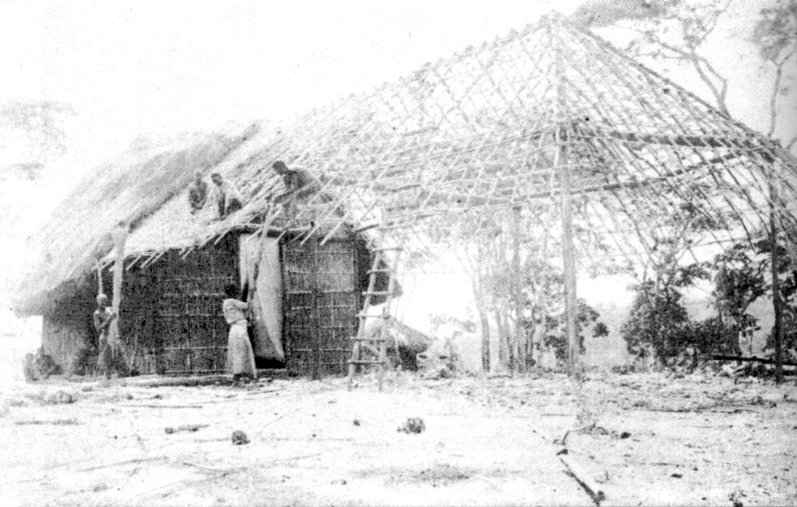
Bau der ersten Kirche der späteren Abtei Peramiho